# Монтефортино
Монтефортино (итал. Montefortino) —  коммуна в Италии, располагается в регионе Марке, в провинции Фермо.
Население составляет 1285 человек (2008 г.), плотность населения составляет 17 чел./км². Занимает площадь 78 км². Почтовый индекс — 63044. Телефонный код — 0736.
Покровителем коммуны почитается святой архангел Михаил, празднование 29 сентября.

## Демография
Динамика населения:

## Администрация коммуны
- Официальный сайт: http://www.montefortino.com/